# Renato Cappellini
Renato Cappellini (Soncino, 9 d'octubre de 1943) és un exfutbolista italià que jugava com a davanter.

## Trajectòria
Format en les categories juvenils de l'Inter de Milà, va debutar en la Sèrie Al 29 de setembre de 1963 en la victòria (2-0) contra el Mantova.
Després de passar la temporada 1964-65 cedit al Genoa, va tornar a l'equip nerazzurro, amb el qual va guanyar un Scudetto.
En els quarts de final de la Copa de Campions d'Europa 1966-67, va marcar un gol de cap contra el Reial Madrid en una victòria per 1-0 en l'anada en San Siro. En el partit de tornada, va marcar el primer gol a l'Santiago Bernabéu en una victòria per 2-0 de l'Inter, que va guanyar a Madrid per primera vegada en la seva història i va aconseguir avançar de ronda.
En la semifinal contra el CSKA Sofía, després de dos empats en l'anada i la volta, va tornar a ser decisiu en el partit de desempat jugat a Bolonya, on va marcar un gol.
En la final de la Copa de Campions d'Europa 1966-67 contra el Celtic de Glasgow, va provocar el penal que va permetre a Sandro Mazzola marcar el 1-0 momentani. El 1967 va jugar com a titular la final de la Copa d'Europa, que l'Inter va perdre contra el Celtic FC per 2 a 1 a l'Estádio Nacional de Lisboa.
Posteriorment, va ser traspassat al Varese per una temporada, abans de fitxar per la Roma. Abans de retirar-se, també va jugar per al Com i l'ACF Fiorentina, a més de tenir una experiència en la Superliga de Suïssa amb el Chiasso.

## Internacional
Al març de 1967 va disputar dos partits amb la selecció de futbol d'Itàlia, en els quals va marcar un gol contra Portugal.

## Clubs
| Club          | País   | Any       | PJ  | Gols |
| ------------- | ------ | --------- | --- | ---- |
| Inter de Milà | Itàlia | 1963-1968 | 50  | 18   |
| Genoa         | Itàlia | 1964-1965 | 26  | 6    |
| Varese        | Itàlia | 1968-1969 | 25  | 2    |
| Roma          | Itàlia | 1968-1974 | 97  | 23   |
| Com 1907      | Itàlia | 1974-1976 | 19  | 4    |
| Chiasso       | Suïssa | 1976-1977 | 17  | 3    |
| Total         | Total  | Total     | 234 | 56   |

## Palmarès

### Campionats estatals
| Títol   | Club          | País   | Any     |
| ------- | ------------- | ------ | ------- |
| Sèrie A | Inter de Milà | Itàlia | 1965-66 |